# 朱家窑站
朱家窑站是位于甘肃省兰州市皋兰县黑石乡的一个铁路车站，邮政编码730209。车站建于1956年，有包兰铁路经过该站，现办理客货运业务，车站及其上下行区间均为电气化区段。车站距离包头站906公里，隶属兰州铁路局，是四等站。